# Juri Nikolajewitsch Molin
Juri Nikolajewitsch Molin (russisch Юрий Николаевич Молин; * 3. Februar 1934 im Dorf Romodanowo in Mordwinien) ist ein sowjetisch-mordwinischer Chemiker.

## Leben
Molin studierte am Moskauer Institut für Physik und Technologie mit Abschluss 1957 als Physik-Ingenieur für Chemische Physik. Anschließend arbeitete er im Moskauer Semjonow-Institut für Chemische Physik der Akademie der Wissenschaften der UdSSR (AN-SSSR). 1959 wechselte er zum Institut für Chemische Kinetik und Verbrennung (NXKG) der Sibirischen Abteilung der AN-SSSR in Nowosibirsk. Er wurde 1962 zum Kandidaten der Chemischen Wissenschaften und 1971 zum Doktor der Chemischen Wissenschaften promoviert. Er leitete das Institut als Direktor von 1971 bis 1993.
Ab 1968 lehrte er neben seiner Forschertätigkeit an der Universität Nowosibirsk (NGU). 1974 wurde er Professor und Korrespondierendes Mitglied der AN-SSSR. 1973–1995 leitete er den Lehrstuhl für Chemische Physik der NGU. 1981 wurde er Vollmitglied der AN-SSSR. Er ist Mitherausgeber der russischen Fachzeitschrift für Strukturchemie (seit 1966, 1978–1988 Hauptherausgeber), der Chemical Physics Letters (1980–2000), der Taylor & Francis-Zeitschrift Molecular Physics (1988–1995), der Elsevier-Zeitschriften Radiation Physics and Chemistry (1988–1998) und Mendeleev Communications (seit 1991) und des Bulletin of the Korean Chemical Society (seit 1998).
Molins Hauptarbeitsgebiete waren die Chemische Physik, die chemische Kinetik und die Spektroskopie zur Aufklärung der Struktur und der Reaktionsfreiheitsgrade reaktiver kurzlebiger Teilchen. In den Jahren 1975 bis 1980 stellte er zusammen mit A. L. Butschatschenko, R. S. Sagdejew, E. M. Galimow und anderen die Effekte von Magnetfeldern auf den Ablauf chemischer Reaktionen fest und entdeckte 1975 den Magnet-Isotopie-Effekt. Zusammen mit R. S. Sagdejew registrierte er erstmals hochaufgelöste Kernresonanzspektren stabiler Freier Radikale und klärte die Spin-Übergänge in Radikalen und komplexen Übergangsmetallen auf.

## Ehrungen
- Orden der Oktoberrevolution
- Orden des Roten Banners der Arbeit
- Leninpreis (1986) für die Arbeiten über Magnet-Spin-Effekte in chemischen Reaktionen
- Verdienstorden für das Vaterland IV. Klasse
- XLVIII. Mendelejew-Vorlesung der Russischen Akademie der Wissenschaften (1992) über Magnet-Effekte und Spin-Kohärenz in Radikal-Reaktionen
- Verdienter Hochschullehrer der Russischen Föderation (2004)[6]
- Semjonow-Goldmedaille der Russischen Akademie der Wissenschaften (2006) für die bedeutenden Beiträge zur Aufklärung der Elementarprozesse chemischer Reaktionen[7]
- Demidow-Preis der Russischen Akademie der Wissenschaften (2021)